# Parlament Polska
Parlament Polské republiky (polsky Parlament Rzeczypospolitej Polskiej) je dvoukomorový zákonodárný sbor Polska. Je tvořen Sejmem (dolní komora) a Senátem (horní komora). Obě komory sídlí ve Varšavě. V polské ústavě se nehovoří o parlamentu jako o orgánu, ale pouze o Sejmu a Senátu.
Členové obou komor jsou voleni v přímých volbách, obvykle každé čtyři roky. Sejm má 460 poslanců, zatímco Senát má 100 senátorů. Aby se zákon stal zákonem, musí jej nejprve schválit obě komory.
Při určitých příležitostech svolává maršálek Sejmu Národní shromáždění, společné zasedání členů obou komor. To má většinou ceremoniální charakter a svolává se pouze příležitostně, například k inauguraci prezidenta. Za výjimečných okolností ústava propůjčuje Národnímu shromáždění velké pravomoci a zodpovědnost, například může postavit prezidenta před Státní tribunál (impeachment). V Sejmu je v současné době vedoucí stranou strana Právo a spravedlnost (PiS), která má 226 ze 460 křesel v Sejmu, zatímco v Senátu (který je tak v současné době ovládán opozičními stranami) má 48 ze 100 křesel. V obou jednacích sálech mají členové svá vlastní místa. Senátoři a poslanci jsou vybaveni hlasovacími zařízeními.

## Národní shromáždění
Národní shromáždění (polsky Zgromadzenie Narodowe) je název společného zasedání Sejmu a Senátu. V jeho čele stojí maršálek Sejmu (nebo maršálek Senátu v případě jeho nepřítomnosti).
Podle polské ústavy z roku 1997 má Národní shromáždění pravomoci:
- prohlásit prezidenta za trvale neschopného vykonávat svou funkci z důvodu jeho zdravotního stavu
- podat obžalobu na prezidenta ke Státnímu tribunálu
- přijmout vlastní jednací řád.

Národní shromáždění je rovněž svoláno, aby:
- přijalo prezidentský slib
- vyslechlo prezidentský projev (prezident se však může rozhodnout, že svůj projev přednese buď Sejmu, nebo Senátu).